# Эпт, Джером
Джеро́м «Джей» Эпт III (англ. Jerome III «Jay» Apt; род. 1949) — астронавт НАСА. Совершил четыре космических полёта на шаттлах: STS-37 (1991, «Атлантис»), STS-47 (1992, «Индевор»), STS-59 (1994, «Индевор»), и STS-79 (1996, «Атлантис»), совершил два выхода в открытый космос, инженер.

## Личные данные и образование

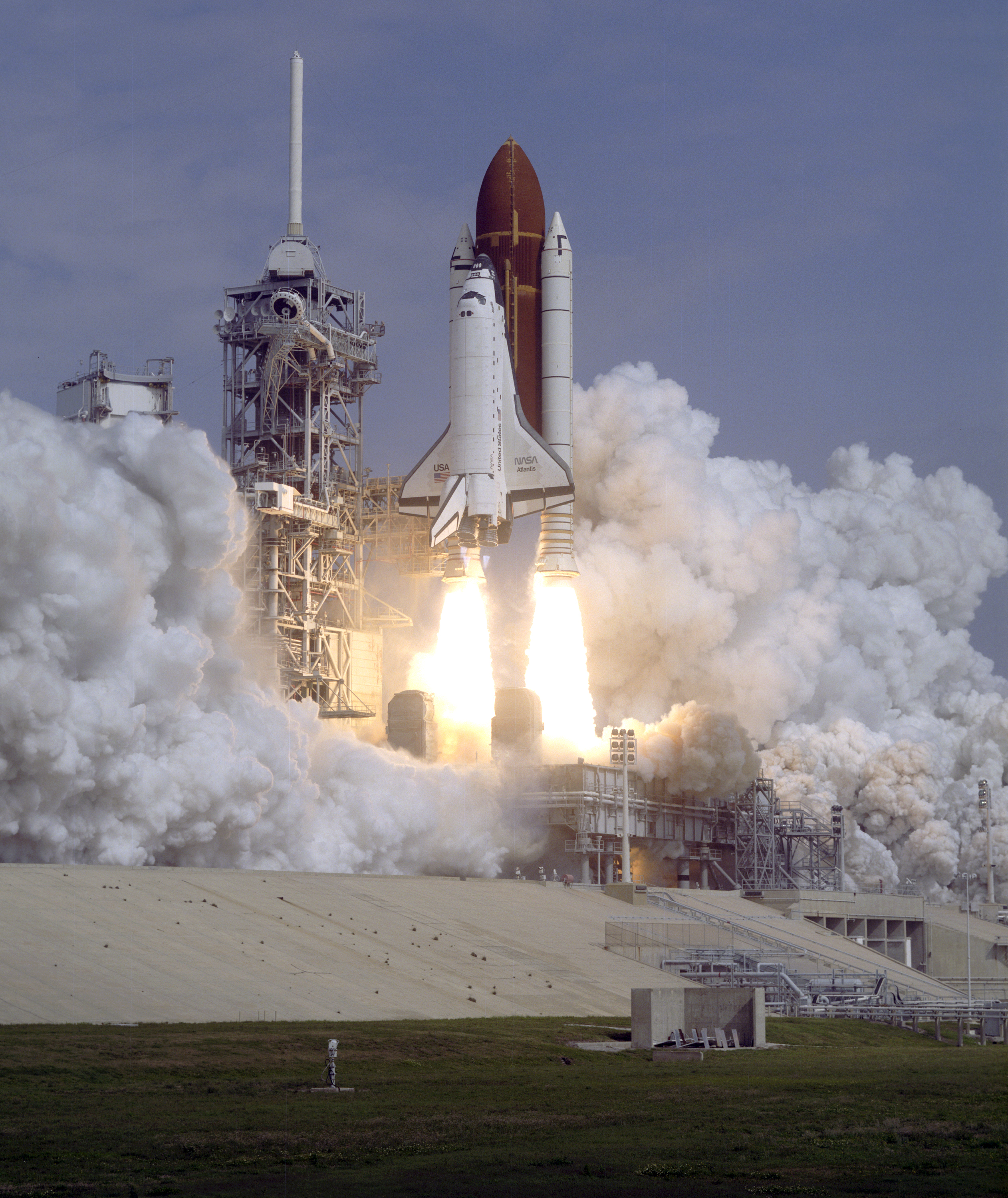
Стартует STS-37.

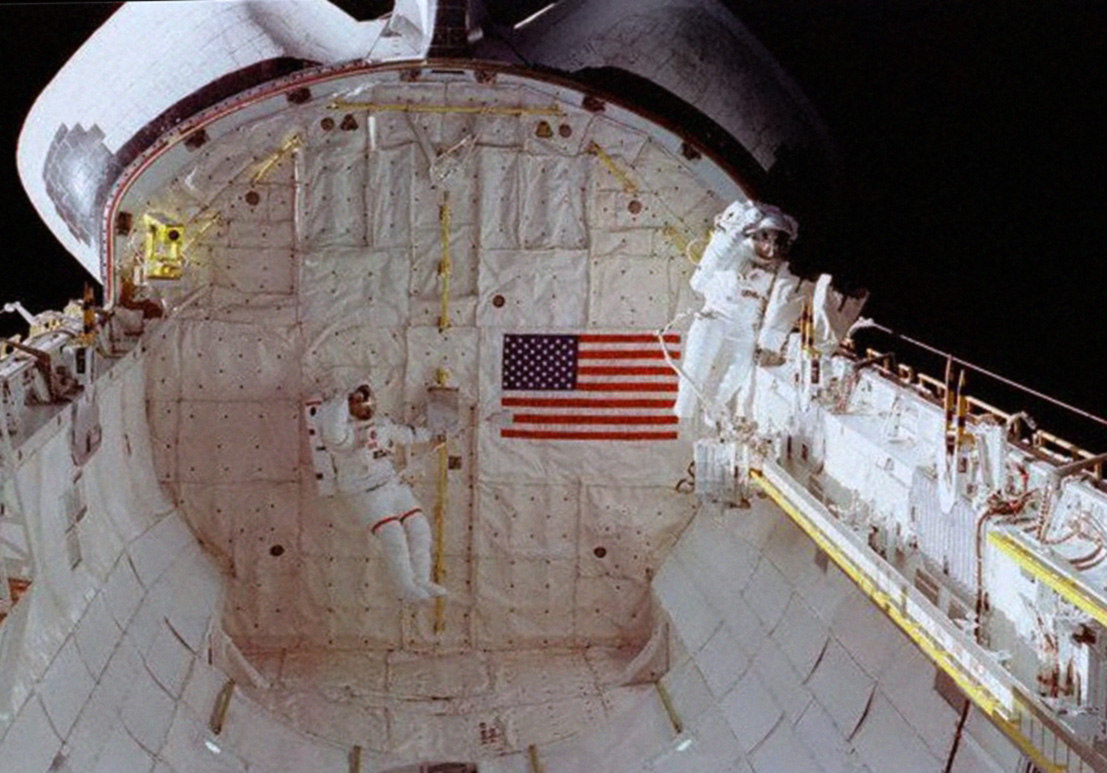
STS-37: Росс и Эпт (справа) в грузовом отсеке.

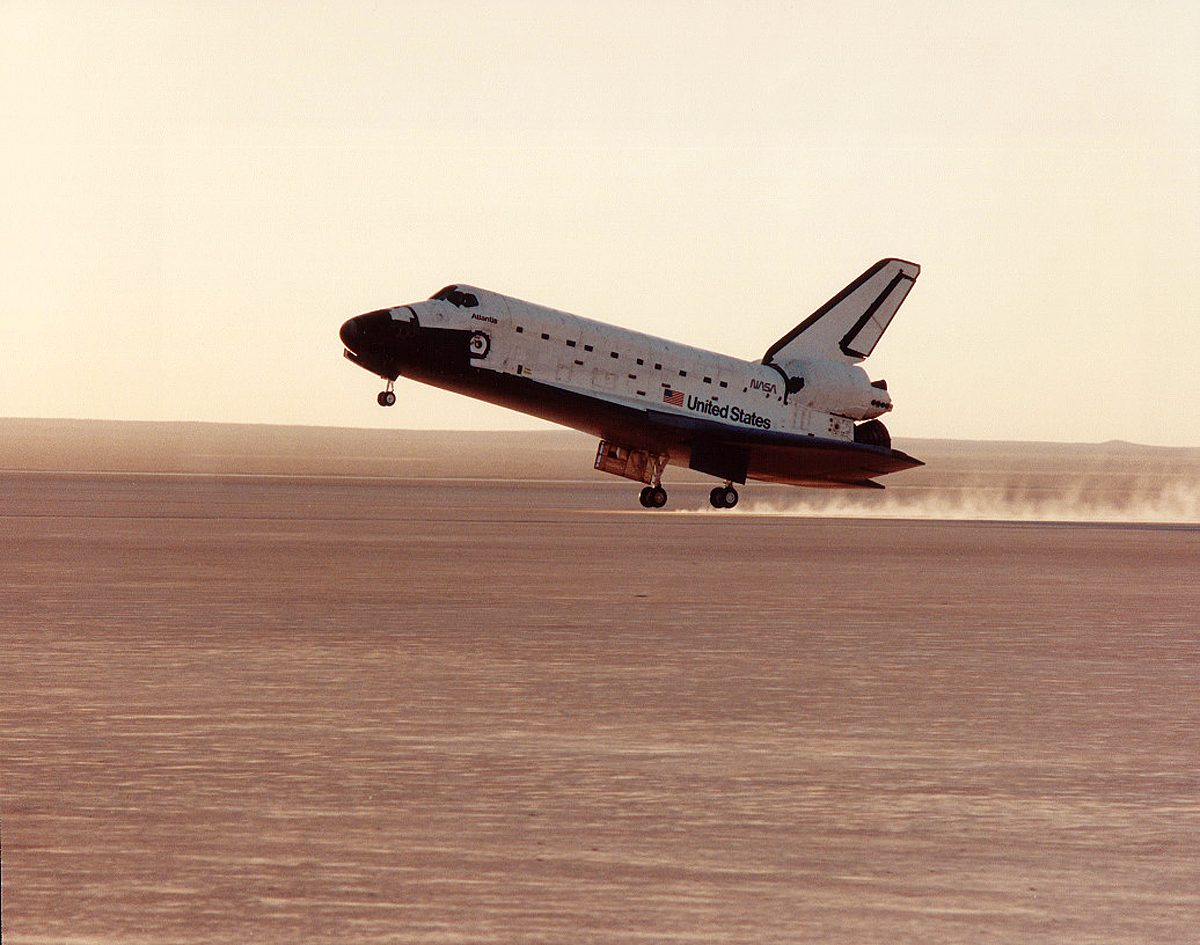
Приземление STS-37.

Джером Эпт родился 28 апреля 1949 года в городе Спрингфилд, штат Массачусетс, здесь же в 1967 году окончил среднюю школу. Своим родным считает город Питтсбург, штат Пенсильвания. В 1971 году он окончил Гарвардский университет, получив степень бакалавра наук по физике. В 1976 году окончил Массачусетский технологический институт, защитил диссертацию и получил степень доктора наук по физике.

## До НАСА
С 1976 по 1980 год был сотрудником «Центра физики Земли и планет» в Гарвардском университете, а также с 1978 по 1980 год был помощником ректора Гарвардского университета, на кафедре прикладных наук. В 1980 году он, как ученый, занимающийся исследованиями планет, присоединился к проекту «Земля и космические науки» в Лаборатории НАСА «Реактивное движение». С 1982 по 1985 год занимался управлением полётов, отвечал за операции челноков НАСА в Космическом Центре имени Джонсона в Хьюстоне, штат Техас.

## Подготовка к космическим полётам
В 1985 году был зачислен в отряд НАСА в составе 10-го набора, кандидатом в астронавты, в перспективе — «специалист полёта». Стал проходить обучение по курсу Общекосмической подготовки (ОКП) с августа 1985 года. По окончании курсов, в июле 1986 года, получил квалификацию «специалиста полёта» и назначение в Отдел астронавтов НАСА.

## Полёты в космос
- Первый полёт — STS-37[3], шаттл «Атлантис». C 5 по 11 апреля 1991 года в качестве «специалиста полёта». Во время полета совершил два выхода в открытый космос: 7 апреля 1991 года — продолжительностью 4 часа 24 минуты и 8 апреля — продолжительностью 6 часов 11 минут. Основной целью миссии был запуск гамма-обсерватории Комптона[4], второй по величине из «Больших обсерваторий» НАСА (после Хаббла). Что примечательно, на то время обсерватория Комптона была самой большой полезной нагрузкой, когда либо запущенной космическими челноками — 17 тонн (в дальнейшем рекорд перешёл к обсерватории Чандра с разгонным блоком — 22,7 тонны[5]). Продолжительность полёта составила 5 суток 23 часа 33 минуты[6].
- Второй полёт — STS-47[7], шаттл «Индевор». C 12 по 20 сентября 1992 года в качестве «специалиста полёта». Полет проводился в интересах Министерства обороны США. Продолжительность полёта составила 7 суток 22 часа 31 минуту. Интересный факт: STS-47 — первый полёт в космос супружеской пары — Марка Ли и его жены — астронавта Нэнси Дейвис. Они женились тайно и раскрыли свой секрет перед НАСА незадолго до старта, и было уже слишком поздно делать замены. После этого НАСА сделало изменение в правилах полётов, появился запрет на полёт семейных пар[8][9].
- Третий полёт — STS-59[10], шаттл «Индевор». C 9 по 20 апреля 1994 года в качестве «специалиста полёта». Основной целью миссии было изучения крупномасштабных процессов в природе и изменения климата. Для выполнения целей миссии на шаттле была смонтирована «Космическая радарная лаборатория» SRL-1 (Space Radar Laboratory) в состав которой входят два радара: радар построения радиолокационного изображения SIR-C (Shuttle Imaging Radar) и радар с синтезированной апертурой X-SAR (X-band Synthetic Aperture Radar), а также прибор для мониторинга загрязнений в атмосфере MAPS (Measurement of Air Pollution from Satellite). Продолжительность полёта составила 11 суток 5 часа 20 минуту[11].
- Четвёртый полёт — STS-79[12], шаттл «Атлантис». C 16 по 26 сентября 1996 года в качестве «специалист полёта». Во время миссии STS-79 была проведена операция по стыковке с орбитальной станцией «Мир», куда шаттл доставил продовольствие, воду, оборудование для научных экспериментов США и России, а также был произведён обмен членами экипажа (первая миссия по смене американского члена экипажа). В ходе миссии был установлен рекорд по состыковке наиболее тяжёлых масс обоих комплексов в пространстве. К тому же STS-79 является первым полётом, где был задействован сдвоенный модуль «Спейсхэб»[13]. Продолжительность полёта составила 10 суток 3 часа 20 минут[14].

Общая продолжительность внекорабельной деятельности — 10 часов 35 минут. Общая продолжительность полётов в космос — 35 дней 7 часов 15 минут.

## После полётов
В 2003 году Эпт стал работать на одном из факультетов Университета Карнеги — Меллона, где он был профессором в «Школе бизнеса Теппера», а также в Департаменте инженерной и общественной политики. Его интересовали исследования и преподавание в областях: экономика, техника, различные аспекты государственной политики в электроэнергетической отрасли, технические инновации, управление техническими предприятиями, управление рисками в политике и технические решения при подборе кадров и системы инженерного проектирования.

## Награды и премии
Награждён: Медаль «За космический полёт» (1991, 1992, 1994 и 1996) и многие другие.
В честь Джерома Эпта назван открытый в 2004 году астероид главного пояса Джеромэпт.

## Личная жизнь
Женат на Элеаноре Брэдли Эммонс, у него две дочери. Увлечения: подводное плавание, парусный спорт, фотографирование, автотуризм, авиамоделизм — модели ракет, любительская радиосвязь (позывной N5QWL).